# Neoschumannia kamerunensis
Neoschumannia kamerunensis är en oleanderväxtart som beskrevs av Rudolf Schlechter. Neoschumannia kamerunensis ingår i släktet Neoschumannia och familjen oleanderväxter. Inga underarter finns listade i Catalogue of Life.